# Kreypau
Kreypau è una frazione della città tedesca di Leuna, nella Sassonia-Anhalt; essa comprende anche le località di Wölkau e Wüsteneutzsch.

## Storia
Kreypau costituì un comune autonomo fino al 1º gennaio 2010.